# Bubba Smith
Bubba Smith; eigentlich Charles Aaron Smith (* 28. Februar 1945 in Orange, Texas; † 3. August 2011 in Los Angeles, Kalifornien) war ein US-amerikanischer American-Football-Spieler und Schauspieler.

## Leben
Smith wurde am 28. Februar 1945 in Orange, Texas, als Sohn von Willie Ray Smith Sr. und Georgia Oreatha Curl Smith geboren und wuchs im nahegelegenen Beaumont auf. Sein Vater war Footballtrainer und errang 235 Siege an drei High Schools in der Gegend von Beaumont. Bubba hatte die Gelegenheit, an der Charlton-Pollard High School in Beaumont für seinen Vater zu spielen. Er entwickelte sich zu einem der besten High-School-Footballspieler des Staates. Smiths jüngerer Bruder Tody Smith spielte College-Football für die University of Southern California und professionell für die Dallas Cowboys, Houston Oilers und Buffalo Bills.

### Football-Karriere
Bubba Smith absolvierte 1966 die Michigan State University. Seine Karriere als professioneller Sportler im American Football in den 1960er und 1970er Jahren begann er als insgesamt erster in der 1967 NFL/AFL Draft ausgewählter Nachwuchsspieler bei den Baltimore Colts, mit denen er Super Bowl III verlor und Super Bowl V gewann. Das Jahr 1972 musste er bedingt durch eine Verletzung an einer Spielfeldbegrenzung in einem Vorbereitungsspiel komplett aussetzen. Von 1973 bis 1974 spielte er für die Oakland Raiders und 1975 bis 1976 für die Houston Oilers, bei denen er dann seine Karriere beendete.

### Schauspieler
Nach seinem Rücktritt vom Football begann Smith Ende der 1970er und Anfang der 1980er Jahre in kleineren Film- und Fernsehrollen aufzutreten. So spielte Smith neben Steve Guttenberg in den Police-Academy-Filmen die Rolle des Moses Hightower, die er bis auf eine in allen Fortsetzungen fortführte. Im Film Black Moon von 1986 spielte er neben Tommy Lee Jones und Linda Hamilton. Er war ebenfalls in der Fernsehserie Das fliegende Auge (1984) zu sehen, sowie in zwei Folgen der Fernsehserie Eine schrecklich nette Familie als Football-Spieler und Sicherheitsmann einer Highschool. Smith war auch Pressesprecher der in Baltimore tätigen Anwaltskanzlei Cohen, Snyder, Eisenberg & Katzenberg.

### Tod
Am 3. August 2011 wurde er von seiner Haushälterin Marcia Livingston tot in seiner Wohnung im Stadtteil Baldwin Hills in Los Angeles aufgefunden. Die Trauerfeierlichkeiten fanden am 11. August 2011 im Crenshaw Christian Center in South Los Angeles statt. Am 3. November 2011 wurde bekannt, dass er an einer akuten Phentermin-Vergiftung aufgrund einer Überdosis Diätpillen verstorben war.
Am 24. Mai 2016 wurde bekannt, dass Smith an der chronischen traumatischen Enzephalopathie (CTE) litt, einer neurodegenerativen Erkrankung, von der eine unbekannte Anzahl ehemaliger Kontaktsportler betroffen ist. Die Ergebnisse wurden von Forschern des Department of Veterans Affairs, der Boston University und der Concussion Legacy Foundation bestätigt und mit Genehmigung des Testamentsvollstreckers von Smith veröffentlicht.

## Filmografie (Auswahl)
- 1973: Männerwirtschaft (The Odd Couple, Fernsehserie)
- 1978: Superdome
- 1979: Drei Engel für Charlie (Charlie’s Angels, Fernsehserie, Folge: Drei Engel zuviel)
- 1980: Harte Zeiten für Schutzengel (Fighting Back)
- 1981: Joe Dancer: Ein harter Brocken (The Big Black Pill)
- 1982: Taxi (Fernsehserie, Tony’s Comeback)
- 1983: Der rasende Gockel (Stroker Ace)
- 1983: Hart aber herzlich (Hart to Hart, Fernsehserie, Folge Eine aufregende Party)
- 1984: Das fliegende Auge (Blue Thunder, Fernsehserie)
- 1984: Mike Hammer (Mickey Spillane’s Mike Hammer, Fernsehserie)
- 1984: Police Academy – Dümmer als die Polizei erlaubt (Police Academy)
- 1985: Police Academy 2 – Jetzt geht’s erst richtig los (Police Academy 2: Their First Assignment)
- 1986: Black Moon (Black Moon Rising)
- 1986: Police Academy 3 – … und keiner kann sie bremsen (Police Academy 3: Back in Training)
- 1987: Police Academy 4 – Und jetzt geht’s rund (Police Academy 4: Citizens on Patrol)
- 1988: Police Academy 5 – Auftrag Miami Beach (Police Academy 5: Assignment: Miami Beach)
- 1989: Police Academy 6 – Widerstand zwecklos (Police Academy 6: City Under Siege)
- 1991: MacGyver (Fernsehserie)
- 1991: Eine schrecklich nette Familie (Married… with Children, Fernsehserie)
- 1993: Alle unter einem Dach (Family Matters, Fernsehserie, Folge 5.05: Der Wettkönig als Geldeintreiber)
- 1994: Das Schweigen der Hammel (The Silence of the Hams)
- 2004: Full Clip